# Spisak delova radnje Naruta
Cela priča serijala Naruto je podeljena na određene delove radnje (arkove). Svi delovi su poređani hronološkim redom, osim Kakašijeve hronike (eng. Kakashi Gaiden, prića o Kakašijevom životu i njegovom ranom detinjstvu).

## Naruto
1. Uvodni deo (epizode 1-5, poglavlje 1-8): Ovaj deo se usredsređuje na predstavljanje Naruta, Saskea, Sakure i Kakašija, pri čemu se osniva Tim 7.
2. Zemlja Talasa (epizode 6-19, poglavlje 9-33): U ovom delu Tim 7 dobija zadatak da štiti graditelja mostova, Tazunu, na njegovom povratku kući u Zemlju talasa, kako bi izgradio most koji će da ih poveže sa kopnom i spasi od moćnog trgovca, Gata. Tu se Tim 7, zajedno sa Kakašijem, suočava sa opasnim džoninom, Zabuzom. U toj borbi Kakaši pobeđuje. Međutim, Tim 7 kasnije saznaje da je Zabuza još živ i pripremaju se za sledeću bitku na mostu. Sledećeg dana se Tim 7 nalazi sa Zabuzom na mostu. Međutim, oni upoznaju novog protivnika, Hakua, koji je spasio Zabuzu od Kakašija. Nakon teške borbe, Tim 7 ponovo pobeđuje i most konačno može da bude završen, pod imenom, Veliki Naruto most.
3. Čunin ispit (epizode 20-67, poglavlje 34-114): U ovom delu se Tim 7 prijavljuje na čunin ispit. Takođe se pojavljuju neki likovi kao što su Legendarni sanini (Džiraja, Cunade i Oročimaru), Kabuto Jakuši, Tim Gaj, Gara i devet početnika (Narutovi stari prijatelji iz razreda). U ovom poglavlju Oročimaru stavlja Znak kletve na Saskea, koji mu daje neverovatnu moć. Takođe, Naruto kasnije dobija novog trenera, Džiraju, koji će ga naučiti novoj tenhici, dok Saskea trenira Kakaši. U međuvremenu, Oročimaru sklapa ugovor sa Selom peska, i smišlja plan za uništenje Konohe (Sela sakrivenog u lišću).
4. Napad na Konohu (epizode 68-80, poglavlje 115-138): U ovom delu Oročimaru započinje svoj plan za uništenje Konohe. Oročimaru započinje borbu sa trećim Hokageom. U međuvremenu, Saske je u poteri za timom iz Sela peska. Naruto, Sakura, Šikamaru i Kakašijev pas Pakun su takođe u poteri za Saskeom i za timom iz Sela peska. Kasnije, u Saskeovoj borbi sa Garom, Naruto mu spašava život i ulazi u borbu sa Garom. U međuvremenu, treći Hokage koristi zabranjenu tehniku kako bi zaustavio Oročimarua i na kraju uspeva da mu oduzme nindžucu, tj. njegove ruke i u toj borbi umire. Naruto je uspeo poraziti Garu zahvaljujući Gamabunti (žapcu mudracu).
5. Itačjev povratak (epizode 81-85, poglavlje 139-148): U ovom delu se pojavljuje Itači, Saskeov brat, zajedno sa svojim partnerom, Kisameom, nad kojim je želeo osvetu zbog masakra njegovog klana. Tu se saznaje nešto više o grupi Akacuki, o njihovim planovima, i o tome kako žele da uhvate Naruta, kako bi iz njega izvukli moć Devetorepe lisice.
6. Potraga za Cunade (epizode 86-100, poglavlje 149-171): U ovom delu Naruto i Džiraja pokušavaju pronaći Cunade kako bi je vratili u selo i imenovali za petog Hokagea. Ali ipak, i Oročimaru i Kabuto su potrazi za Cunade, kako bi izlečila Oročimaruove ruke. Oročimaru joj nudi da joj vrati braću u zamenu za to. Ali, ona odbija i tu nastaje sukob, kojem se pridružuju Naruto i Džiraja. Tri sanina se sukobljavaju, Džiraja i Cunade protiv Oročimarua. Oni uspevaju da ga pobede ali on uspeva nekako da se izvuče i da pobegne. Cunade se kasnije vraća u selo i postaje peti Hokage.
7. Razotkrivanje Kakašijevog lica (epizoda 101 - posebni anime dodatak): U ovom delu Tim 7 pokušava skinuti Kakašijevu masku i razotkriti njegovo pravo lice..
8. Zemlja čaja (epizode 102-106, posebni anime dodatak): U ovom delu Tim 7 pomaže Ibikijevom bratu Idateu da završi trku. Tu se sukobljavaju sa Aoijem, nindžom iz Sela kiše. Po završetku misije, Saskeu bude krivo zbog Narutovih dotadašnjih uspeha.
9. Saskeovo spašavanje (epizode 107-135, poglavlje 172-238): U ovom delu, Saske, ponižen zbog Narutovih poduhvata, bori se sa Narutom i nakon toga beži iz Konohe i ide kod Oročimarua kako bi postao moćniji i osvetio svoj klan. Nekon njegovog odlaska, Cunade formira tim koji će vratiti Saskea. Tim se sastoji od Šikamarua (čunin vođe), Naruta, Nedžija, Kibe i Akamarua i Čodžija (kasnije i Rok Lija i Tima iz Sela pesak). Oni se u toku potere razdvajau i bore se pojedinačno sa Oročimaruovim nindžama. Kasnije im dolaze u pomoć i Rok Li i Tim iz Sela peska. Na kraju se Naruto sukobljava sa Saskeom ponovo, ali ovoga puta u žestokoj bici. Tu se saznaje mnogo toga o Učiha klanu, kao i o poreklu Mangekjo Šaringana. Na kraju borbe Naruto gubi i svi se vraćaju u Konohu. U međuvremenu, Akacuki počinje da planira svoj potez i time se završava prvi deo Naruto manga serijala.

## Fileri
Fileri su dodatne epizode koje prati samo anime, kako bi dozvolio da manga ima prednost i da proizvede više sadržaja. One su slabo povezane sa glavnom radnjom. Fileri obuhvataju epizodu 26 (kada Konohamaru i njegov tim intervjuišu Tim 7 pre početka drugog dela čunini ispita), epizode 102-106 (misija u Zemlji čaja) i epizode 136-220 (samo polovina 220-te epizode je filer).
1. Zemlja pirinčanih polja (epizode 136-141): U ovom delu Naruto, Sakura i Džiraja idu na S-rank misiju pronalaska Oročimaruovog skrovišta u nadi da će tamo pronaći Saskea. Džiraja ih odvodi u Zemlju pirinčanih polja, gde se nalazi Selo zvuka. Tu se sukobljavaju sa nekim članovima klana Fuma i upoznaju devojku po imenu Sasame koja im se pridružuje kako bi pronašla svog rođaka Arašija kojeg je takođe zarobio Oročimaru. Ona ih kasnije izdaje, i stavlja im otrov u čaj. Oni shvataju da ona to radi zbog svog rođaka i opraštaju joj. Oni nastavljaju potragu (ostavljajući Sasame kod drveta) i na kraju stižu do Oročimaruovog skrovišta. Tu se razdvajaju (Naruto i Sakura idu zajedno, dok Džiraja ide odvojeno) i nailaze na mnoge prepreke. Sakura nailazi na člana Fuma klana koji je prerušen u Kabuta i bori se sa njim uplašena, ali joj Naruto priskače u pomoć i zamalo da bude poražen. Kasnije dolazi Araši prerušen u Oročimarua i oni se bore sa njim. Džiraja im kasnije priskače u pomoć i spašava situaciju. Na kraju Sakura shvata da mora više da se potrudi i traži od Cunade da ona bude njena učenica i da je Cunade uči medicinskim veštinama kako bila od koristi u svom timu tokom misija.
2. Mizuki uzvraća udarac (epizode 142-147): U ovom delu Mizuki, krimalac od ranije (koji je pokušao da ukrade zabranjeni svitak), se vraća i ovoga puta mnogo jači. Takođe je oslobodio još dva kriminalca, Fudžin i Rajdžin. Oni su se borili sa Narutom i Irukom a kasnije su u pomoć pritekli Šikamaru, Ino i Čodži. U ovom delu se saznaje da je Mizukijeva krađa svitka bila zapravo Oročimaruov zadatak. Cunade dolazi u pomoć Ino-Šika-Čo triu. Mizuki uzima tajnu formulu koja ga pretvara u tigra. Njegova žena Cubaki pokušava da ga odvrati od Oročimarua, ali bezuspešno. Naruto i Iruka konačno uspevaju stići do Mizukija i poraziti ga. Kasnije ga vraćaju u zatvor zajedno sa Fudžinom i Rajdžinom.
3. Potraga za Bikočuom (epizode 148-151): U ovom delu Naruto, zajedno sa Timom 8 (Šino, Kiba i Hinata) tj. Timom Kurenaj, ide u misiju u potrazi za retkom bubom Bikoču koja bi uz pomoć mirisa pronašla Saskea. Kada stignu saznaju da je još neko u potrazi za Bikočuom, tri člana iz klana Kamizuru, Džibači, Kurobači i Suzumebači. Obe strane se žestoko bore da pronađu Bikoču. U početku zarobljavaju Hinatu, i traže Bikoču u zamenu za nju. Šino ih pokušava prevariti i daje im drugu bubu koja je samo prerušena u Bikoču, ali bivaju razotkriveni i zarobljeni. Hinata se sama oslobađa i na kraju uzimaju Bikoču. Nažalost, Naruto je naterao Bikoču da prati njegov gas umesto Saskea.